# Túri Lajos Péter
Túri Lajos Péter (1987. július 7. –) magyar táncművész, koreográfus, rendező. 

## Életpályája
Táncművészeti tanulmányait 2002-től 2007-ig végezte a Pécsi Művészeti Szakközépiskola Táncművészeti Tagozatán
2020-tól a Táncművészeti Egyetem hallgatója.
Hét éves kora óta táncol, első sikereit és országos ismertségét 2007-ben érte el a TV2-n futó Megatánc című műsorban, ahol másodikként végzett. 
2007 óta állandó táncos szólistája a PS Produkció előadásainak, a 2017-ben bemutatott We Will Rock You musical budapesti, majd 2019-ben a londoni előadásának koreográfusa
2014-ben elkészítette első önálló táncfilmjét, a Rise like a Phoenix-et.
Napjainkban a TV2-n futó nagy sikerű tehetségkutatók (The Voice – Magyarország hangja, Rising Star, A nagy duett, Sztárban sztár) mellett színházi produkciók szabadúszó koreográfusa, táncosa, Szente Vajk állandó alkotótársa.
Mesterei voltak: Uhrik Teodóra, Lovas Pál, Földi Béla, Fejes Ádám, Gaál Mariann, Hámor József, Lőrinc Katalin, Dennis Callahan, Tihanyi Ákos, Kulcsár Noémi, Hargitai Ákos, Sárközi Gyula, Jurányi Patrick
2023-tól a kecskeméti Katona József Színház koreográfusa.

2025-től az Erkel_Színház koreográfusa.

### Koreográfusként
- Shrek a musical József Attila Színház, Budapest, 2025
- A trón musical, Katona József Színház, 2024
- Hölgyválasz, Játékszín, 2023
- Kőszívű, a musical, Musical Neked Kft., 2022
- Elisabeth musical, Katona József Színház, 2021
- Nagyvárosi fények, Játékszín, 2020
- Puskás a musical, Musical Neked Kft., 2020
- 9-től 5-ig musical József Attila Színház, Budapest, 2020
- Sztárcsinálók rockopera, PS Produkció, Budapest, 2020
- We Will Rock You musical, London, 2019
- 9től 5-ig musical, Móricz Zsigmond Színház, 2019
- Mester és Margarita Magyar Állami Operaház Budapest, 2019
- Macskafogó, József Attila Színház, Budapest, 2019
- Liliomfi musical, Madách Színház, Budapest, 2019
- Sztárban sztár, TV2, 2018
- A beszélő köntös Musical, Katona József Színház, 2018
- Apáca show musical, Szegedi Szabadtéri Játékok / Budapesti Operettszínház, 2018
- We Will Rock You musical, PS Produkció, Budapest, 2017
- Sun City, Pesti Magyar Színház, 2017
- Meseautó Musical, Madách Színház, 2016
- A nagy duett, TV2, 2016
- SHREK a Musical, Budapest Sportaréna, 2016
- Hello Dolly! musical Szigligeti Színház, 2016
- Sztárban sztár 3, TV2, 2015
- Rising Star (Magyarország), TV2, 2014
- Sztárban sztár 2, TV2, 2014
- Berlin Songs Koncert – Művészetek Palotája, 2014
- Puppet Show , A nagy Gatsby, Orfeum pesti mulató, 2014
- Sztárban sztár, TV2, 2013
- The Voice – Magyarország hangja, TV2, 2013
- A pad – önálló táncest, Egri Gárdonyi Géza Színház, 2011
- Gül baba operett, Egri Gárdonyi Géza Színház, 2011
- Caramel Szuperkoncert, 2011
- Kert mulatság musical, Egri Gárdonyi Géza Színház, 2010
- Csörgess meg! Egri Gárdonyi Géza Színház, 2010
- Cigánykerék musical, Egri Gárdonyi Géza Színház, 2010
- Perzsa Pillangócska, Egri Gárdonyi Géza Színház, 2010
- Mozart: Requiem – kortárs táncelőadás, Egri Gárdonyi Géza Színház, 2010
- Chicago – musical -társkoreográfus, Egri Gárdonyi Géza Színház, 2009

### Táncművészként
- Macskák musical, Mefisztulész, Madách Színház, 2018
- America’s Got Talent, Freelusion, New York, 2015
- Silja Cruise Line, Stockholm-Helsinki, 2015
- La France a un incroyable talent, 2015
- A Dal (Eurovíziós Dalfesztivál) M1, 2015
- Üvegbúra – Badora Dance Company, 2015
- Prozódia – Feledi Project, 2014
- Tanulmány a nőkről musical, Madách Színház, 2014
- Meztelen bohóc – kortárs cirkusz, Művészetek Palotája, 2014
- Puppet Show , A nagy Gatsby, Orfeum pesti mulató, 2014
- Britan’s got Talent, Freelusion, London, 2013
- Rómeó és Júlia, Paris és Ecalus szólista, Badora Dance Company, 2013
- Elfújta a szél musical, Budapesti Operettszínház, 2013
- Royal Caribbean Cruise Line, 2011
- Gördeszkák, Frenák Pál Társulat, 2011
- Blue Velvet, Fekete Hattyú, PR-evolution Dance Company, 2011
- Caramel Szuperkoncert, 2011
- Bereczki Zoltán koncert, 2011
- Sakk, PS Produkció, 2010
- Három az egyben – kortárs táncest Egri Gárdonyi Géza Színház, 2009
- Fiatal fiú és a halál, Nemzeti Táncszínház, 2009
- Vámpírok bálja, Fekete vámpír szólista, PS Produkció, 2008
- Bifidus Essensis, Egri Gárdonyi Géza Színház, 2009
- Urbánus nyavalyák, Egri Gárdonyi Géza Színház, 2009
- Kaméliás hölgy, szólista, Egri Gárdonyi Géza Színház, 2009
- Bernalda Alba háza, Dido, Pécsi Nemzeti Színház, 2009
- Kalevala, koreográfus: Horváth Csaba, 2009
- Mindegy, koreográfus: Kun Attila, 2009
- A testek felszínének esetleges állapotairól, koreográfus: Horváth Csaba, 2009
- Diótörő, címszerep, Egri Gárdonyi Géza Színház, 2008
- Ellentétek vonzásában – kortárs táncelőadás, MU színház, 2008
- Vihar, Ladányi Andrea, 2007
- West Side Story musical, Egri Gárdonyi Géza Színház, 2007
- Peer Gynt, Egri Gárdonyi Géza Színház, 2007
- Diótörő, Pécsi Nemzeti Színház, 2002

### Színészként
- Nagyvárosi fények, Játékszín, 2020
- Selyemcipő, Egri Gárdonyi Géza Színház, 2010

### Film, klip
- Együtt a színházért (2020)
- Rise like a Phonix (2014)
- Metzker Viki klip, 2011
- Nagy Adri klip, 2011
- Zséda klip, 2011
- Bereczki Zoltán klip, 2011

### Kurzusadó tánctanár
- Pesti Magyar Színiakadémia, elméleti oktató, 2019
- New Dance World Hip-Hop tánciskola, 2008-2012

### Díjak
- New Generations Dance Compatition – táncos, koreográfus – 1. helyezés, 2019
- Megatánc 2. helyezés, TV2, 2007